# Antestiopsis
Genre
Antestiopsis  est un genre d'insectes hémiptères du sous-ordre des hétéroptères (punaises) de la famille des Pentatomidae.
Plusieurs espèces de ce genre sont en Afrique orientale des ravageurs des caféiers. L'attaque de ces punaises donne aux grains de café un « goût de pomme de terre » particulier, qui serait provoqué indirectement par des bactéries pénétrant par les blessures causées par les insectes, et induisant une augmentation de la concentration d'isopropylméthoxypyrazine,.
Ces punaises se nourrissent sur les fleurs, les baies et les jeunes pousses, injectant dans les tissus des plantes une salive toxique qui contient souvent des spores d'un champignon, Ashbya gossypii, et suçant ensuite la sève.

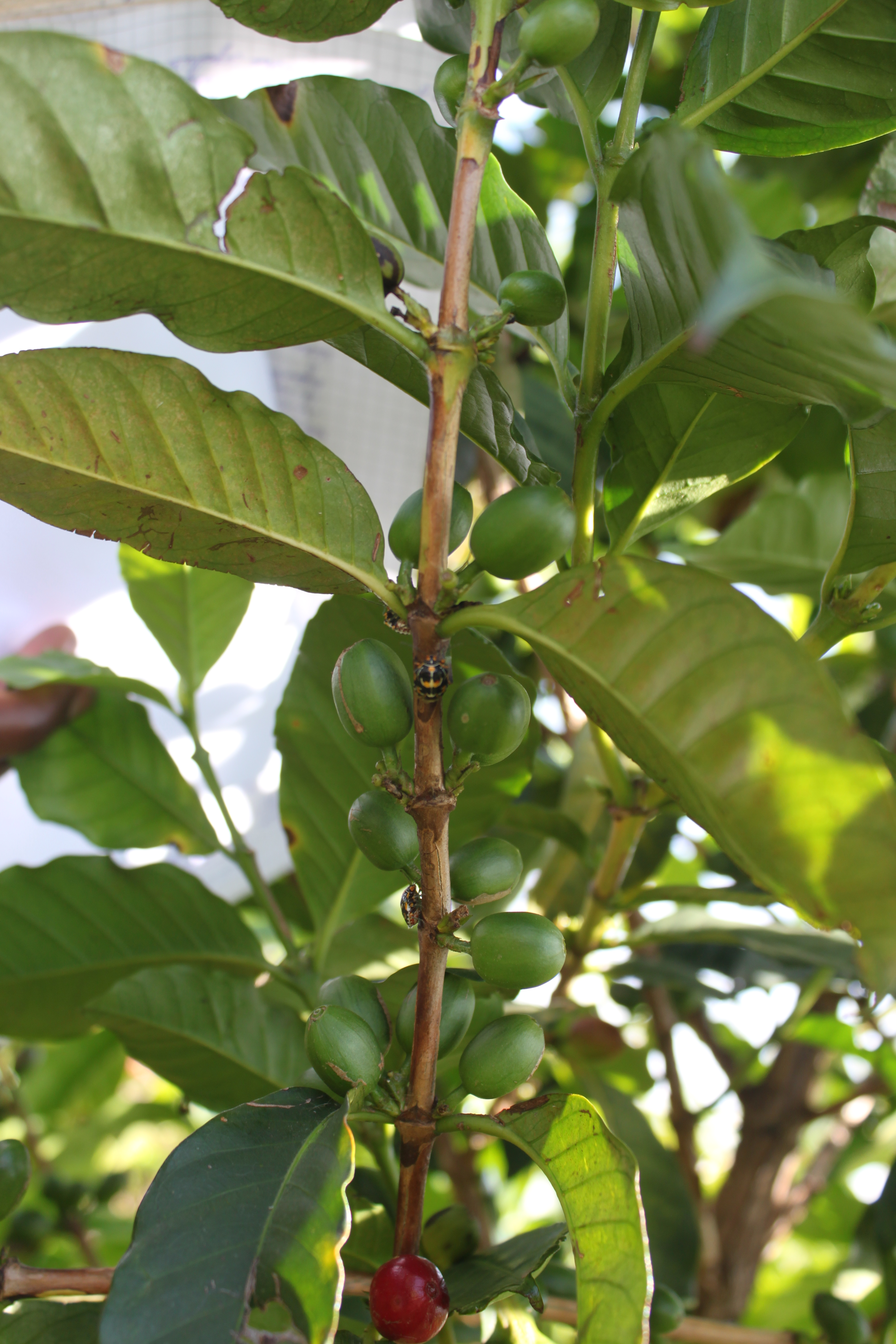
Punaise Antestiopsis sur une tige de caféier.

## Liste des espèces
(liste non exhaustive)
- Antestiopsis cederwaldi (Bergroth, 1912)[4]
- Antestiopsis crypta (Greathead)[5]
- Antestiopsis facetoides (Greathead)[5]
- Antestiopsis falsa (Schouteden)[5]
- Antestiopsis intricata (Ghesquiere et Carayon)
- Antestiopsis notia (Dallas, 1851)[4]
- Antestiopsis orbitalis (Westwood)[6]
  - Antestiopsis orbitalis bechuana (Kirkaldy)
  - Antestiopsis orbitalis ghesquierei (Carayon)